# Palazzo Sassone

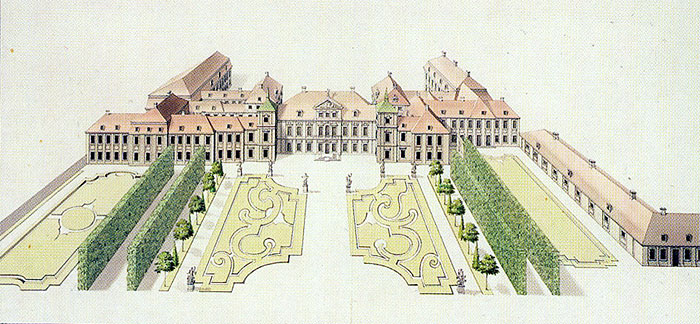
Palazzo Sassone nel XVIII secolo, vista dal Giardino Sassone.

Il Palazzo Sassone (in polacco pałac Saski w Warszawie) era uno degli edifici più caratteristici della Varsavia prebellica, in Polonia. Fu fatto esplodere dai tedeschi dopo il fallimento dell'insurrezione della città di Varsavia nella  seconda guerra mondiale. Ad oggi il monumento non è stato ricostruito.

## Storia

### Fino alla prima guerra mondiale
Il Palazzo Sassone era stato preceduto da un maniero appartenente a Tobiasz Morsztyn. Dopo il 1661 suo fratello ed erede Jan Andrzej Morsztyn aveva sostituito la casa padronale con un palazzo barocco (Pałac Morsztynów, "Palazzo Morsztyn") con quattro torri.
Nel 1713 il Palazzo Morsztyn fu acquistato dal primo dei due re sassoni della Polonia, Augusto II (regnò in Polonia nel 1697–1706 e nel 1709-1733), che iniziò ad ingrandirlo. Nel 1748 la ricostruzione del palazzo fu completata da suo figlio, re Augusto III.
All'inizio del XIX secolo il palazzo sassone ospitava il Liceo di Varsavia in cui il padre di Fryderyk Chopin, Nicolas Chopin, insegnava il francese, vivendo con la sua famiglia nei terreni del Palazzo.
Il Palazzo fu ristrutturato nel 1842.

### Tra le due guerre
Dopo la prima guerra mondiale il Palazzo Sassone fu la sede dello stato maggiore polacco. Nel 1925 la Tomba del Milite Ignoto fu stabilita all'interno del portico sormontato da un colonnato che univa le due ali simmetriche del Palazzo.
Il Palazzo andò avanti inserito tra il Giardino Sassone, sul retro, e la Piazza Sassone di fronte (che sarebbe stata ribattezzata Piazza Piłsudski dopo la morte del maresciallo Józef Piłsudski nel 1935).
In questo edificio, nel dicembre del 1932, fu rotta per la prima volta la chiave di cifratura della famosa macchina Enigma tedesca e poi letta per diversi anni prima che l'Ufficio Cifra dello staff generale sezione tedesca del 1937 si trasferisse in nuovi alloggi appositamente progettati vicino a Pyry, nel bosco di Kabaty, a sud di Varsavia.
Durante la seconda guerra mondiale, dopo la repressione tedesca dell'insurrezione di Varsavia del 1944, il Palazzo Sassone fu fatto saltare in aria dai tedeschi come parte della loro prevista distruzione di Varsavia. Rimasero solo parti dell'arcata centrale, che ospitava la Tomba del Milite Ignoto, che sfuggì alla distruzione.

### Dalla seconda guerra mondiale
Ci sono progetti per la ricostruzione del Palazzo Sassone. I sotterrati del palazzo sono stati scavati nel 2006, portando alla luce circa 20.000 oggetti. In un primo tempo si era previsto di completare la ricostruzione del palazzo entro il 2010. L'edificio ricostruito avrebbe dovuto ospitare il municipio di Varsavia, ma a causa dei problemi di bilancio di Varsavia, causati dalla recente crisi finanziaria globale e dai successivi tagli, la ricostruzione è stata sospesa. L'11 novembre 2018, in occasione del centenario dell'indipendenza della Polonia dopo la prima guerra mondiale, il presidente Andrzej Duda ha ribadito l'intenzione di ricostruire il palazzo.

## Galleria d'immagini

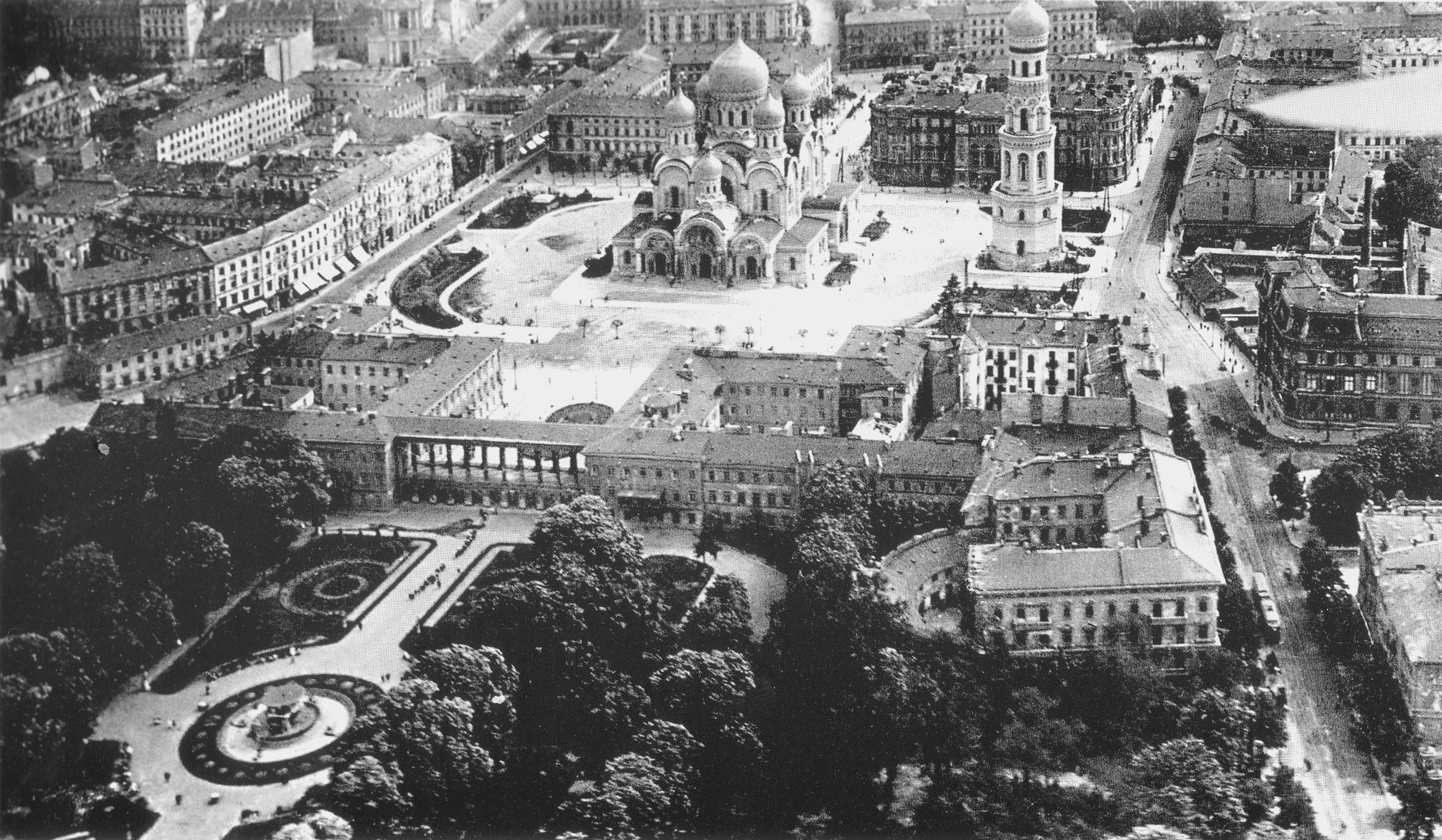
Il palazzo (al centro) e la cattedrale di Sant'Aleksandr Nevskij (in alto) prima del 1924, quando iniziò la demolizione della cattedrale
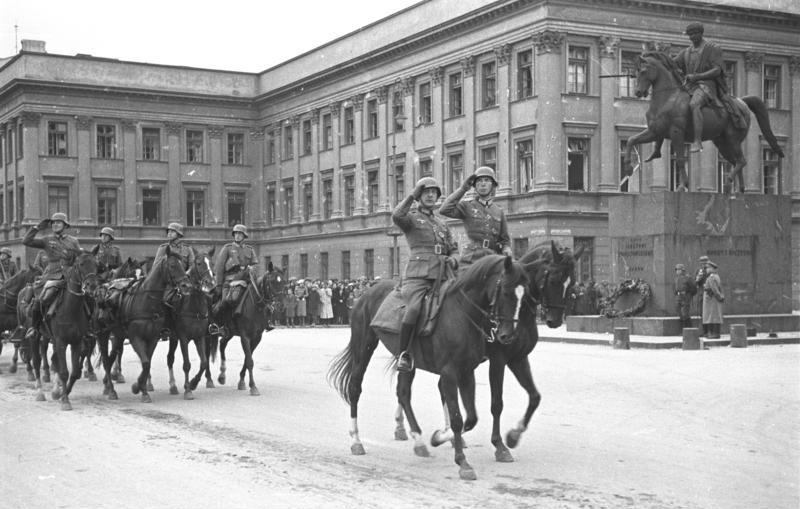
Artiglieria di cavalli tedesca che sfila davanti al Palazzo, autunno 1939
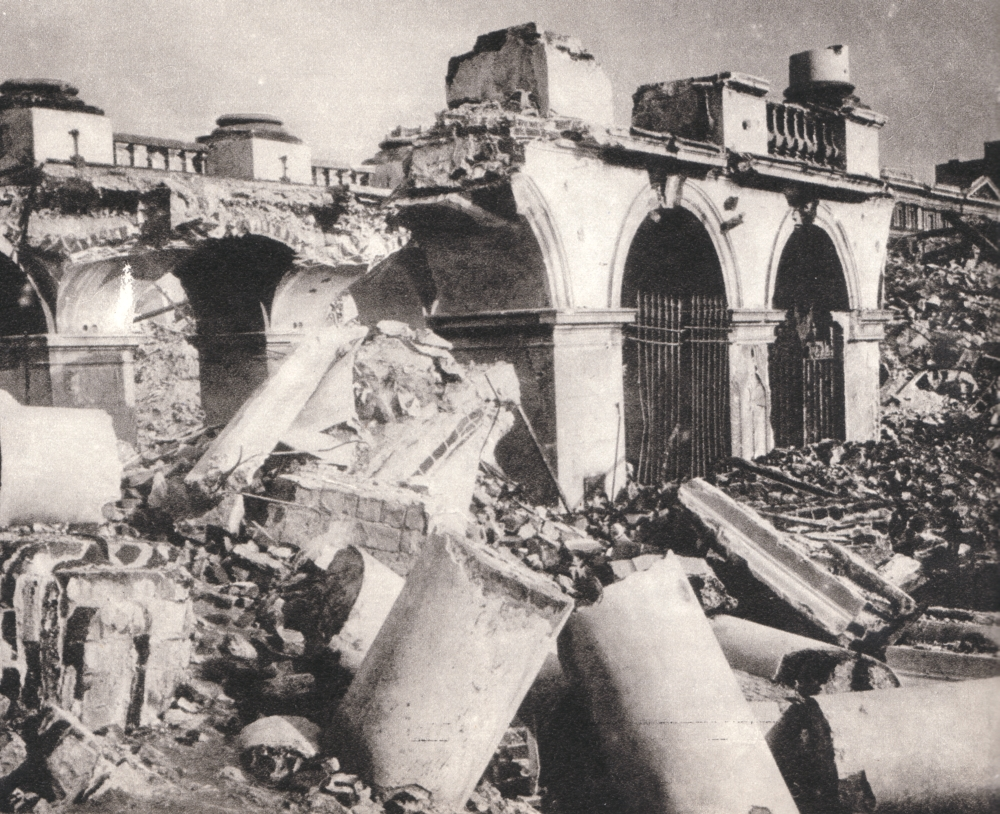
Rovine del Palazzo, 1945
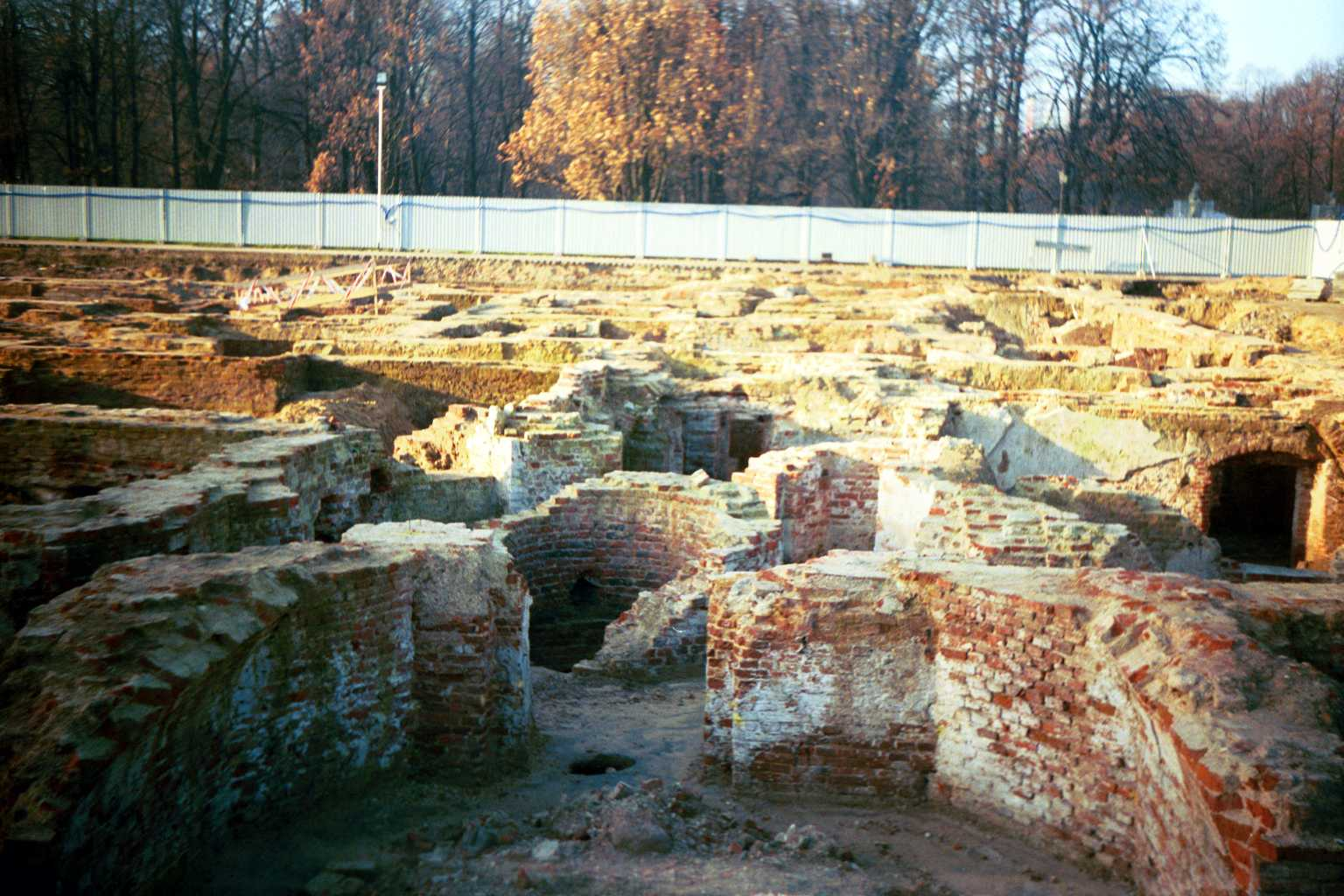
Fondazioni del palazzo esposte dopo gli scavi